# The Stunt Man
 The Stunt Man és una pel·lícula estatunidenca dirigida per Richard Rush, estrenada el 1980.

## Argument
Cameron (Steve Railsback), empaitat per la policia, troba refugi en un equip de cinema en un rodatge d'exteriors. Assistint a una escena d'ofegament, es precipita per salvar Nina Franklin (Barbara Hershey), l'actriu principal, que creia en perill. Elie Cross (Peter O'Toole), el realitzador, li proposa llavors feina d'acròbata; cosa que l'amaga de les recerques de la policia. Cameron s'enamora de Nina i projecten fugir junts, però s'adona en el transcurs de l'última persecució que no l'ha seguit. Es troba doncs sol.

## Repartiment
- Peter O'Toole: Eli Cross
- Steve Railsback: Cameron
- Barbara Hershey: Nina Franklin
- Allen Garfield: Sam
- Alex Rocco: Cap de la policia Jake
- Sharon Farrell: Denise
- Adam Roarke: Raymond Bailey
- Philip Bruns: Ace

## Premis i nominacions

### Premis
- 1981. Globus d'Or a la millor banda sonora original per Dominic Frontiere

### Nominacions
- 1981. Oscar al millor director per Richard Rush
- 1981. Oscar al millor actor per Peter O'Toole
- 1981. Oscar al millor guió adaptat per Lawrence B. Marcus i Richard Rush
- 1981. Globus d'Or a la millor pel·lícula dramàtica
- 1981. Globus d'Or al millor director per Richard Rush
- 1981. Globus d'Or al millor actor dramàtic per Peter O'Toole
- 1981. Globus d'Or al millor guió per Lawrence B. Marcus